# Brand und Beute
Brand und Beute (engl. Titel: Crook and Ladder) ist die neunzehnte Folge der achtzehnten Staffel der Serie Die Simpsons. Sie gewann im Jahr 2008 den Prism Award.

## Handlung
Homer nimmt neuerdings ein starkes Schlafmittel was ihn schlafwandeln lässt. Bart und Milhous nutzen dies aus und lassen sich von dem „Zombie-Dad“ durch die Stadt fahren. Als Homer während des Autofahrens aufwacht, fährt er aus Versehen in eine Feuerwehrstation. Dabei wird auch ein Topf mit Chili verschüttet, woraufhin alle Feuerwehrmänner ausrutschen. Die Verletzungen sind so groß, dass sie nicht im Stande sind, Feuer zu löschen. Homer fühlt sich schuldig und meldet sich mit Apu, Skinner und Moe bei der Freiwilligen Feuerwehr an. Bei seinem ersten Einsatz löscht er ein italienisches Restaurant und bekommt als Belohnung kostenloses Essen. Auch bei den anderen Bränden werden sie reichlich belohnt. Sie werden jedoch enttäuscht, als sie den geizigen Multimillionär C. Montgomery Burns retten. Ein gesprochenes „Dankeschön“ ist für die Feuerwehrmänner nicht genug und sie bestehlen Burns schließlich. Bei den nächsten Kaufhausbränden lassen sie ebenfalls Beute mitgehen, woraufhin Homer von seiner Familie entdeckt wird. Homers enttäuscht blickende Kinder bringen ihn langsam zum Umdenken. Apu und Moe – Skinner verließ die Feuerwehr, weil er gegen den Diebstahl war – kommen beim Stehlen in einem brennenden Haus in eine lebensgefährliche Situation. Homer rettet beide und wird zum Helden ernannt. Das ganze Diebesgut wird danach ins Armenviertel geschickt.

## Rezeption
Robert Canning auf der Website IGN sieht eine lustige, gut gemachte Episode mit einer Liste von denkwürdigen Momenten.